# Вриони, Джакомо
Джакомо Вриони (итал. Giacomo Vrioni, алб. Xhakomo Vrioni; род. 15 октября 1998 года, Сан-Северино-Марке, Италия) — итальянский и албанский футболист, нападающий американского клуба «Нью-Инглэнд Революшн» и сборной Албании.

## Клубная карьера

### «Сампдория»
Родившийся в Сан-Северино-Марке, Мачерата, Вриони начал свою карьеру в клубе Серии D «Мателика», за который провёл четыре матча. В январе 2015 года он перешёл в молодежную команду «Сампдории», за которую провёл в общей сложности 58 матчей, забив 20 голов и отдав 6 результативных передач. В сезоне 2016/17 он также дважды попадал в заявку первой команды: на матч Серии А против «Палермо» и на игру Кубка Италии с «Кальяри».
20 июля 2017 года Вриони на правах сезонной аренды перешёл в клуб Серии C «Пистойезе». 17 сентября он дебютировал за клуб в матче против «Про Пьяченца», выйдя на замену на 67-й минуте, а на 74-й минуте сравняв счёт. 4 октября в матче против «Ольбии» впервые вышел в стартовом составе. 17 декабря он сыграл свой первый полный матч за «Пистойзе» и оформил свой первый в карьере хет-трик в игре с «Гаворрано». Всего в том сезоне отыграл 27 матчей, забив 8 голов и отдав 4 голевые передачи.
9 июля 2018 года Вриони был отдан в годичную аренду клубу Серии B «Венеция». 5 августа он дебютировал в матче против «Зюйдтироля» во втором раунде Кубка Италии. 26 августа он дебютировал в лиге в игре со «Специей». Четыре месяца спустя, 3 декабря, Вриони забил свой единственный гол за клуб, сравняв счёт в матче против «Фоджи». Вриони завершил свою аренду в «Венеции», сыграв 25 матчей, забив 1 гол и отдав 2 результативные передачи.
19 июля 2019 года Вриони вернулся в Серию B, присоединившись к «Читтаделлу» на правах аренды до конца сезона. 18 августа дебютировал за клуб в матче третьего раунда Кубка Италии против «Карпи». 24 августа он дебютировал за клуб в лиге, заменив Джузеппе Панико на 81-й минуте встречи со «Специей». В январе 2020 года Вриони был отозван «Сампдорией», в результате чего за «Читтаделлу» сыграл всего 5 матчей.

### «Ювентус»
30 января 2020 года Вриони присоединился к «Ювентусу» за нераскрытую сумму и был переведён в резервную команду, выступавшую в Серии C. В Серии A в составе первой команды он дебютировал 1 августа в домашнем матче против «Ромы», заменив на 79-й минуте Гонсало Игуаина. 27 ноября он повредил малоберцовую кость, из-за чего выбыл на пять месяцев. Вриони вернулся после травмы 25 апреля 2021 года, сыграв в матче резервной команды против «Каррарезе», реализовав пенальти и принеся победу.
5 июля 2021 года Вриони был отдан в аренду в клуб «Тироль» из австрийской Бундеслиги. Дебютировал 17 июля в игре первого раунда Кубка Австрии против «Леобендорфа», забив свой первый гол за клуб. В лиге первый матч сыграл 1 августа против венской «Аустрии», открыв счёт в матче. 14 мая 2022 года в игре с «Хартбергом» оформил второй в карьере хет-трик. Всего в том сезоне провёл 28 матчей, забив 19 голов и став лучшим бомбардиром Бундеслиги вместе с Каримом Адейеми.

### «Нью-Инглэнд Революшн»
5 июля 2022 года Вриони подписал трёхлетний контракт с клубом MLS «Нью-Инглэнд Революшн». По сообщениям СМИ, стоимость его трансфера составила около 4 миллионов долларов. В лиге дебютировал 23 июля в матче против «Коламбус Крю», заменив на 67-й минуте Арнора Траустасона. По общественному мнению, первый сезон Вриони был омрачён травмой: из-за проблем с коленом он пропустил больше месяца, в конечном итоге сыграв только семь матчей, лишь дважды выйдя в стартовом составе. Впервые в старте вышел 1 октября, в последнем домашнем матче «Революшн»; в том же матче он забил свой первый гол за клуб, реализовав удар с точки в ворота «Атланты Юнайтед».
Вриони забил свой первый гол в следующем сезоне 9 апреля 2023 года, завершив разгром «Клёб де Фут Монреаль». Две недели спустя, 23 апреля, он оформил дубль в матче с «Спортинг Канзас-Сити». 26 июля Вриони оформил свой первый хет-трик за «Революшн» в игре против «Атлетико Сан-Луис» в Кубке лиг. Он стал первым хет-триком «Революшн» на международной арене. Нападающий посвятил свои голы дочери Брэда Найтона, которая скончалась в начале июля.
В сезоне 2024 оформил два дубля: в ворота «Цинциннати» и «Атланты Юнайтед». Каждый раз после этого включался в символическую команду тура.

## Карьера в сборной
Выступал за юношеские сборные Италии до 18 и до 19 лет. В сентябре 2018 года Вриони принял приглашение Федерации футбола Албании защищать цвета балканской сборной и сменил футбольное гражданство, поскольку по происхождению он из знатного албанского рода Вриони. За сборную до 21 года дебютировал 11 сентября в товарищеском матче против молодёжной сборной Италии, сравняв счет на последней минуте, однако в компенсированное время итальянская команда забила ещё два гола и албанцы проиграли. За первую сборную дебютировал 14 октября 2018 года в матче Лиги наций против сборной Израиля, заменив на 73-й минуте Бекима Баляя.

## Достижения
«Ювентус»
- Чемпион Италии: 2019/20

Индивидуальные
- Лучший бомбардир австрийской Бундеслиги: 2021/22